# Bewegte Zeiten. Archäologie in Deutschland

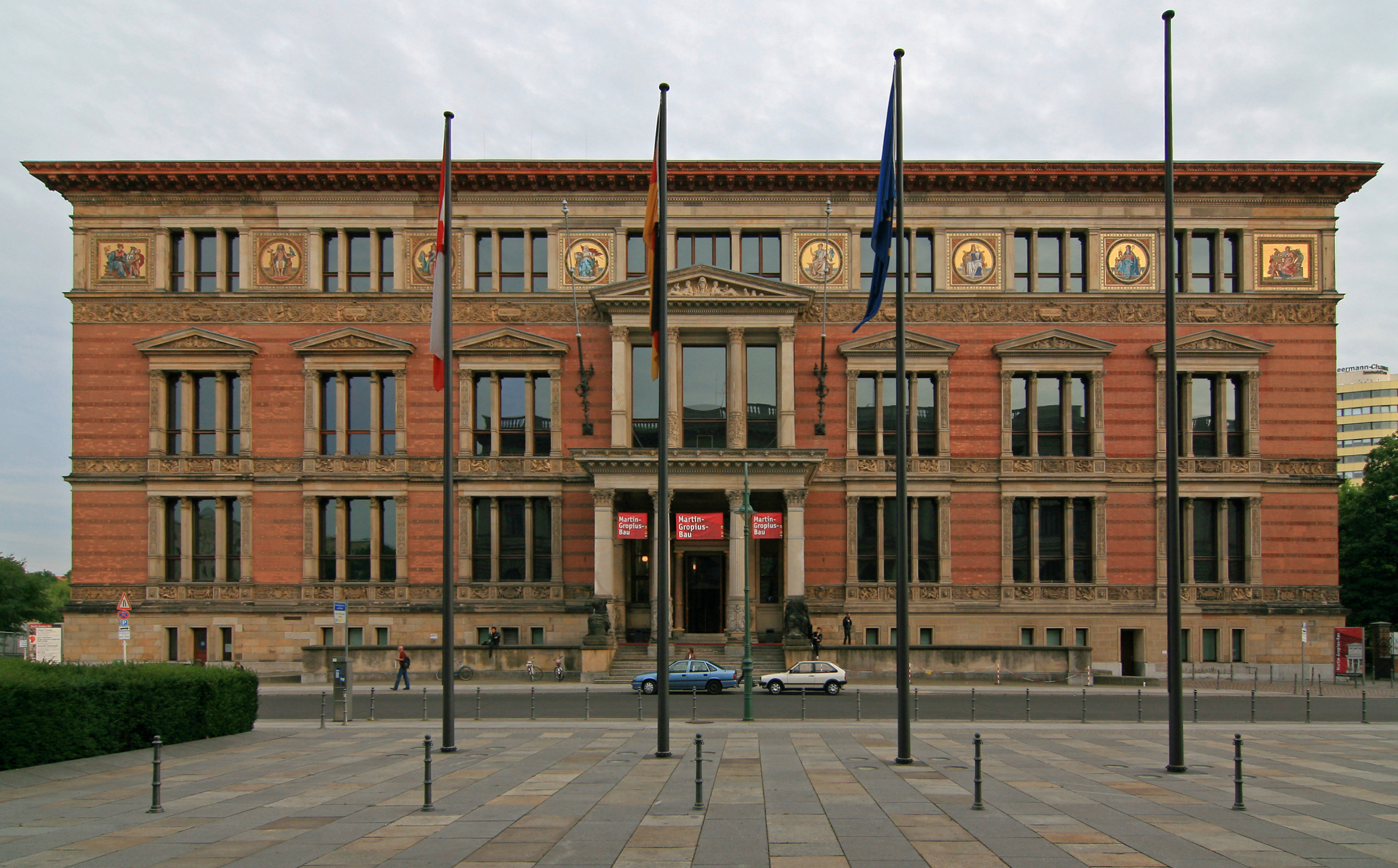
Ausstellungsort Martin-Gropius-Bau in Berlin

Bewegte Zeiten. Archäologie in Deutschland war eine Archäologie-Ausstellung vom 21. September 2018 bis 6. Januar 2019 in Berlin, die aus Anlass des Europäischen Kulturerbejahres 2018 stattfand. Sie zeigte im Martin-Gropius-Bau die bedeutendsten archäologischen Funde der letzten 20 Jahre in Deutschland, die von der Altsteinzeit vor 300.000 Jahren bis ins 20. Jahrhundert reichten. Die über drei Monate andauernde Ausstellung hatte 120.000 Besucher.

## Themen
Mit den Funden aus Deutschland hatte die Ausstellung eine nationale Perspektive, die sie auf Europa ausweitete. Sie wollte anhand der Exponate aus allen Epochen der Menschheitsgeschichte zeigen, dass das Gebiet des heutigen Deutschlands schon immer in ein gesamteuropäisches Netzwerk eingebunden war und dass die Grundlagen für ein gemeinsames Europa schon vor mehreren tausend Jahren gelegt wurden. Der Titel Bewegte Zeiten sollte deutlich machen, dass es zu allen Zeiten eine intensive Bewegung von Menschen und Dingen gab.
Die Ausstellung war nicht chronologisch in Epochen geordnet, sondern in die Themenbereiche Mobilität, Konflikt, Austausch und Innovation gegliedert. Laut dem Ausstellungskurator und Berliner Landesarchäologen Matthias Wemhoff seien diese Themen das, „was den nervösen Kontinent Europa einst verbunden hat…“. Beim Thema Mobilität ging es um Migration, bei der Menschen ihre Heimat aus verschiedensten Gründen verlassen haben und deren Wege durch Hinterlassenschaften archäologisch greifbar sind. Beleuchtet wurden unter anderem vier große Migrationsereignisse in der Jungsteinzeit, die den Genpool der Europäer geformt haben. Das Thema Konflikt zeigte auf, dass Europa bis in die Gegenwart hinein durch kriegerische Auseinandersetzungen geprägt ist und dies in organisierter Form erstmals in der Bronzezeit nachweisbar ist. Im Ausstellungsbereich zum Thema Austausch lag der Fokus auf dem Warenverkehr, der in Europa in komplexen Austauschsystemen und durch weitgespannte Netzwerke bereits in der Jungsteinzeit vonstattenging. Anhand von Exponaten wurden Rohstoffgewinnung, Verteilung und Handel sowie die daraus resultierenden gesellschaftlichen und städtebaulichen Veränderungen beleuchtet. Das Thema Innovation zeigte die Auswirkungen des Fortschritts in technischer und auch geistiger Hinsicht auf den Alltag der Menschen sowie auf Produktion und Kriegsführung, da sich viele Innovationen archäologisch nachweisen lassen.

## Exponate

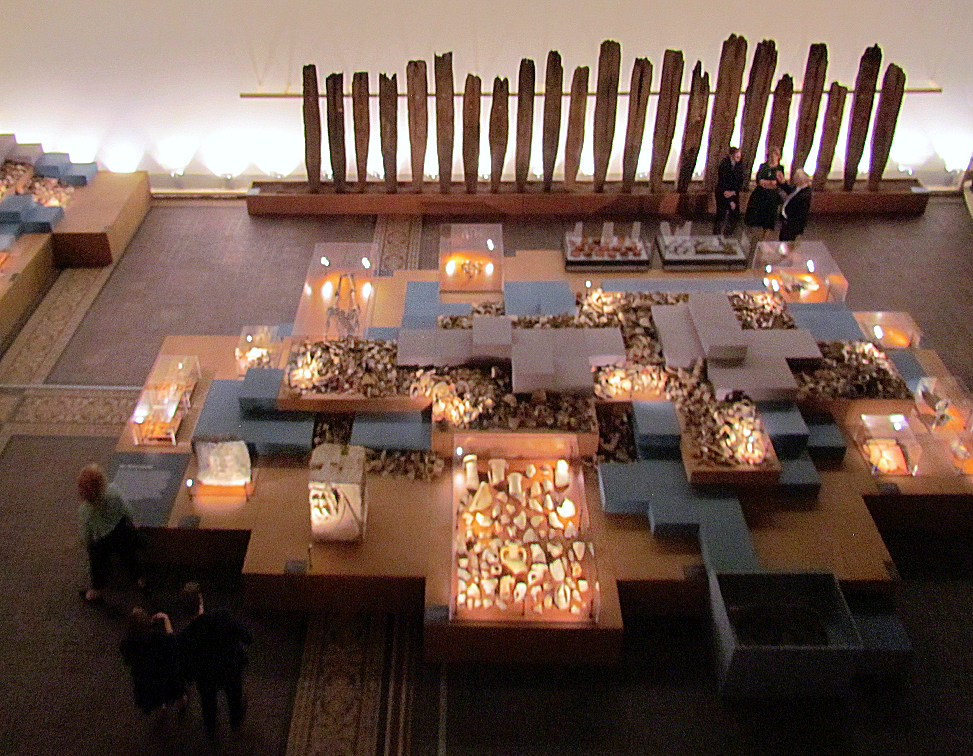
Zentraler Ausstellungsbereich mit der Hafenmauer aus dem römischen Köln und Funden aus dem Hafenbecken

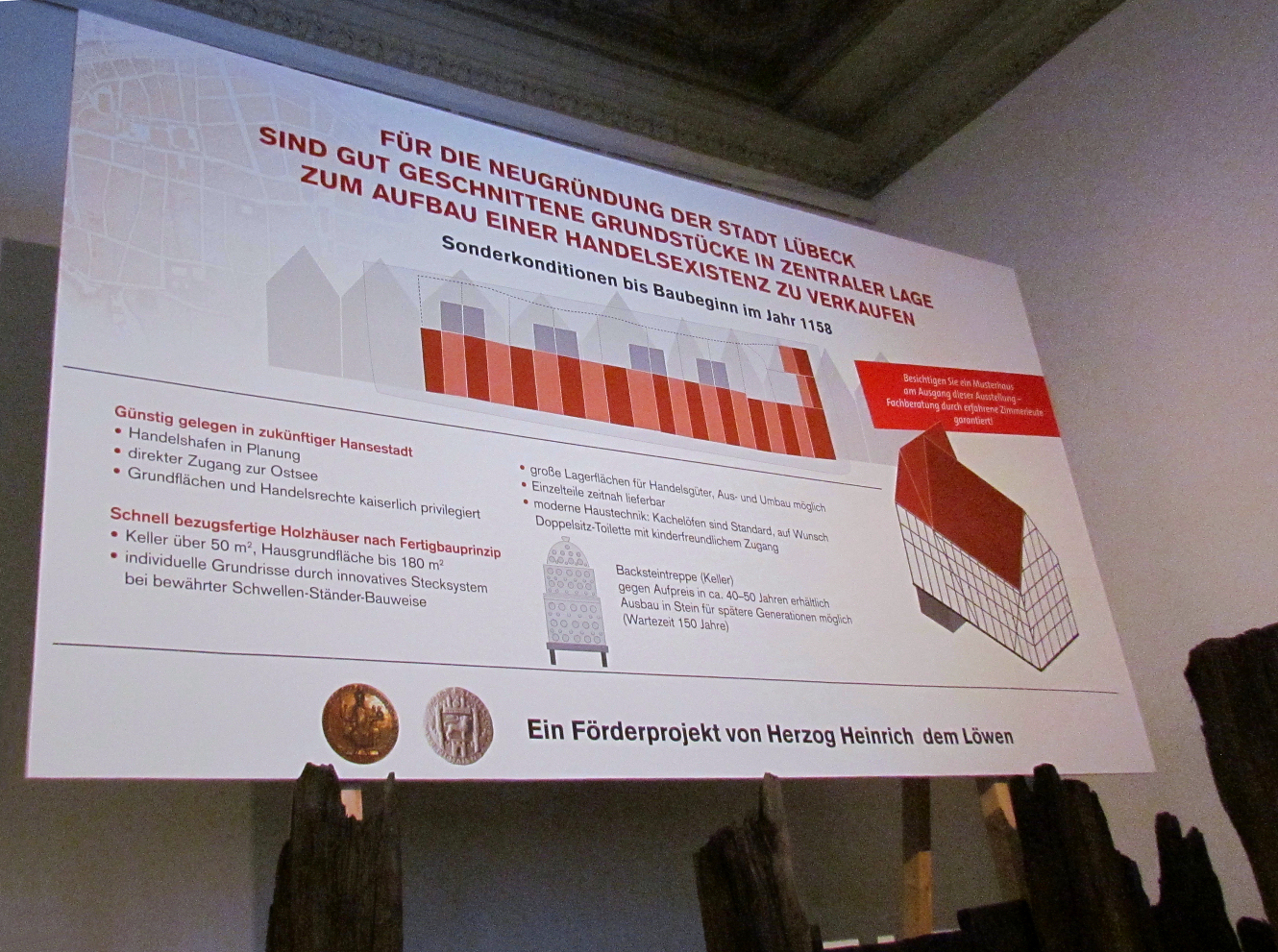
Fiktives Baustellenschild zur Erbauung des Lübecker Gründungsviertels ab dem Jahr 1158

In der Ausstellung wurden rund 1000 Exponate aus 300 Fundkomplexen gezeigt, die aus 16 Bundesländern stammten. Sie kamen bis auf wenige Ausnahmen, darunter Frankreich und Polen, von Fundstellen im heutigen Deutschland. Es handelte sich fast ausschließlich um Neufunde aus den letzten 20 Jahren; die wenigen Altfunde wurden vor dem Sinnhintergrund der Ausstellung neu bewertet. Die Exponate stellten 70 leihgebende Einrichtungen zur Verfügung, darunter das paläon, das Niedersächsische Landesmuseum Hannover, das Oldenburger Landesmuseum für Natur und Mensch, das Museum Erding, das Museum Quintana, das Archäologische Museum Hamburg sowie das Federseemuseum. Allein 379 Funde aus Schleswig-Holstein steuerte das Museum für Archäologie Schloss Gottorf bei. Die Transporte der Exponate nach Berlin erfolgten zum Teil mit klimatisierten Speditionsfahrzeugen sowie in speziell angefertigten Klimakisten. Der Rücktransport der Ausstellungsstücke fand Anfang 2019 statt.
Die vier Ausstellungsthemen Mobilität, Konflikt, Austausch und Innovation wurden im Erdgeschoss des Martin-Gropius-Baus auf einer Fläche von 1600 m² präsentiert. Zentraler Bereich der Ausstellung war der rund 800 m² große Lichthof, um den sich die Räume zu den einzelnen Themenbereichen gruppierten. Den Mittelpunkt der Ausstellung bildeten im Lichthof Funde aus dem Hafenbereich des römischen Kölns (Colonia Claudia Ara Agrippinensium). Zentrales Exponat war dabei ein fast 2000 Jahre alter Abschnitt der Hafenmauer als 12 Meter lange und 3,5 Meter hohe Spundwand aus 22 Eichenbohlen. Das spektakulärste Exponat war die Himmelsscheibe von Nebra, die als Höhepunkt in einem abgedunkelten Raum mit drei bronzezeitlichen Goldhüten präsentiert wurde. Die Himmelsscheibe wird normalerweise nicht ausgeliehen und verließ erstmals seit über zehn Jahren das Landesmuseum für Vorgeschichte Halle. Sie soll mit 100 Millionen Euro versichert gewesen sein. Rund 200 Exponate aus dem Lübecker Gründungsviertel repräsentierten den mittelalterlichen Handel. Hierzu gab es in der Ausstellung einen eigenen Raum, der auf zwei Seiten einem im Jahr 2009 entdeckten mittelalterlichen Keller aus normierten Holzteilen nachgebildet war. In einem weiteren Raum bearbeiteten Angehörige der Jugendbauhütte Lübeck Eichenstämme, um vor den Museumsbesuchern einen Nachbau des Holzkellers herzustellen.

### Besondere Exponate und Fundkomplexe
- Himmelsscheibe von Nebra (im Original bis 5. November 2018)[27]
- Hafenmauer des römischen Köln
- Ein Schöninger Speer
- Goldhort von Gessel (ab 11. Dezember 2018 vollständig)[28]
- Goldhüte von Berlin, Schifferstadt und Avanton
- Goldmünzen von Biesenbrow
- Goldschatz von Profen
- Barbarenschatz von Rülzheim
- Kupferhort von Lüstringen
- Hortfund von Lebus
- Spangenbarrenhort von Oberding
- Hortfund von Dieskau
- Venus vom Hohle Fels[29]
- Venus von Bierden
- Berliner Skulpturenfund
- Kupferbeil von Steinbergen[30]
- Ein Stader Bronzerad
- Scheibenräder von Glum
- Hand des Mädchens aus dem Uchter Moor
- Pferdekopf von Waldgirmes (7. November bis 17. Dezember 2018)[27]
- Ulfberhtschwert von Großenwieden
- Spatha des fränkischen Fürsten Arpvar[31]
- Gravierte Schieferplatten von Gönnersdorf
- Elfenbeinkamm von der Holsterburg[9]
- Rekonstruierte Kline aus dem Römerlager Haltern[9]
- Kriegergrab des „Herrn von Boilstädt“
- Grablege des „Herrn von Morken“
- Grabfunde der „Keltenfürstin von Herbertingen“[32]
- Funde aus der Grubenanlage von Herxheim
- Funde aus dem Thorsberger Moor
- Funde aus dem mittelalterlichen Bergwerk im Rammelsberg
- Funde vom Harzhornereignis
- Funde vom Schlachtfeld im Tollensetal
- Funde aus der Blätterhöhle[9]
- Pfahlwege aus dem Aschener- und Campemoor
- Wrackfunde von der Prinsessan Hedvig Sophia und der Lindormen

Einzelne Exponate
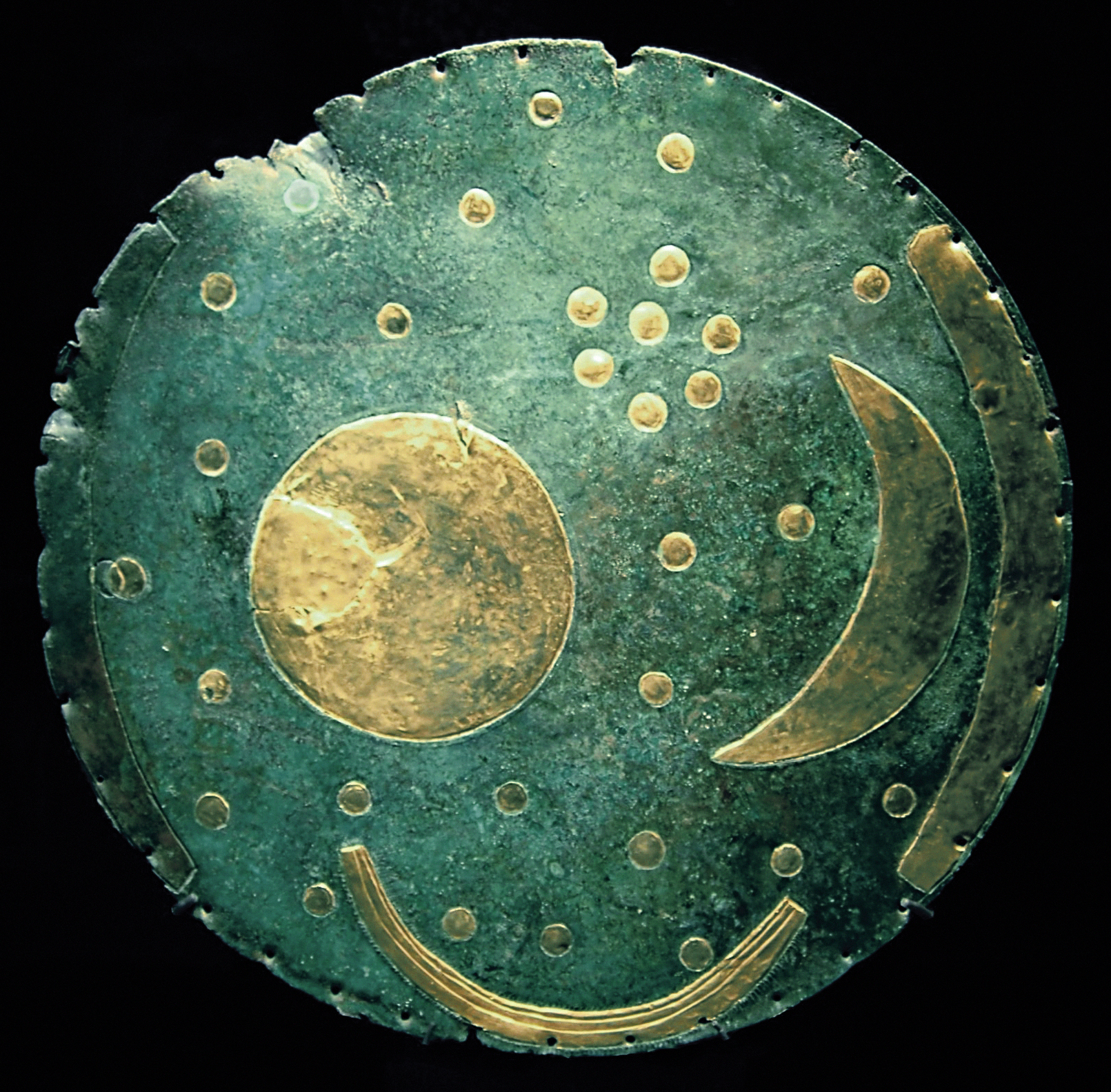
Himmelsscheibe von Nebra
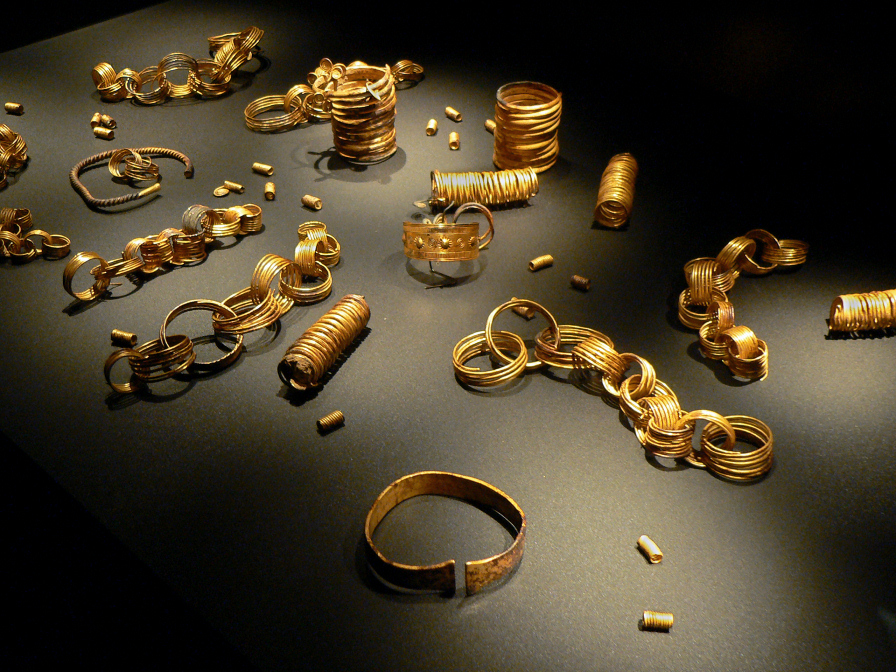
Goldhort von Gessel
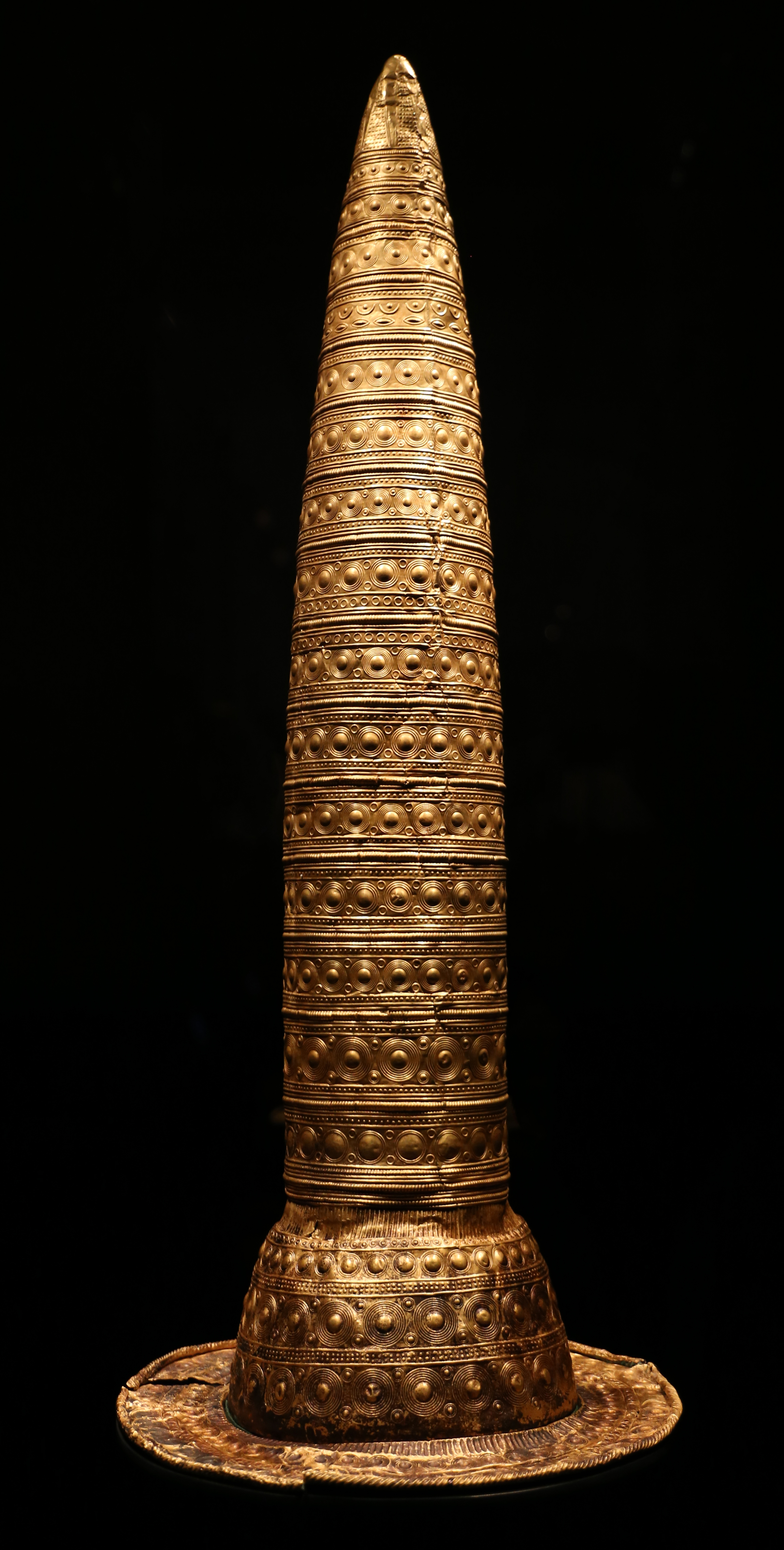
Berliner Goldhut
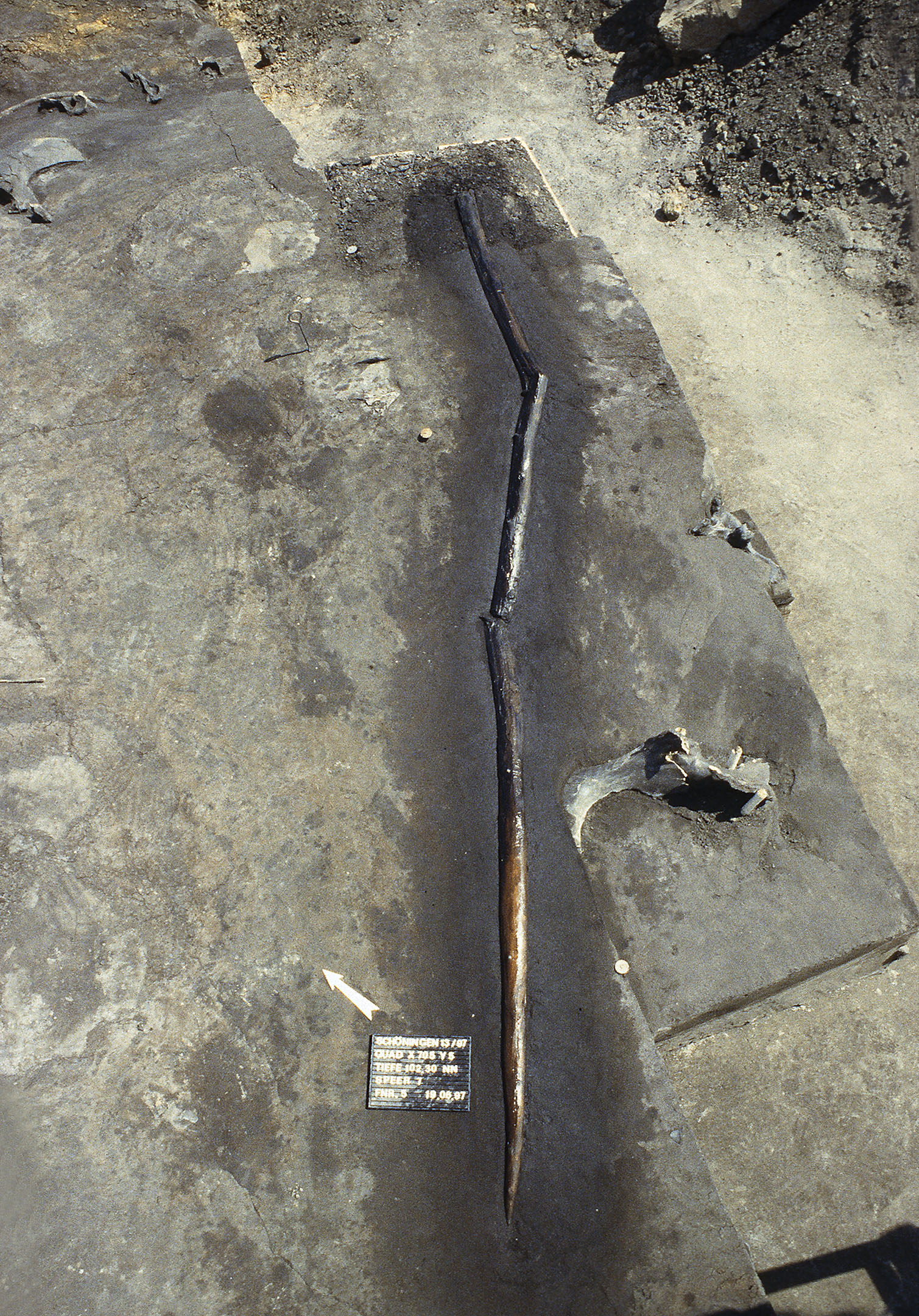
Schöninger Speer
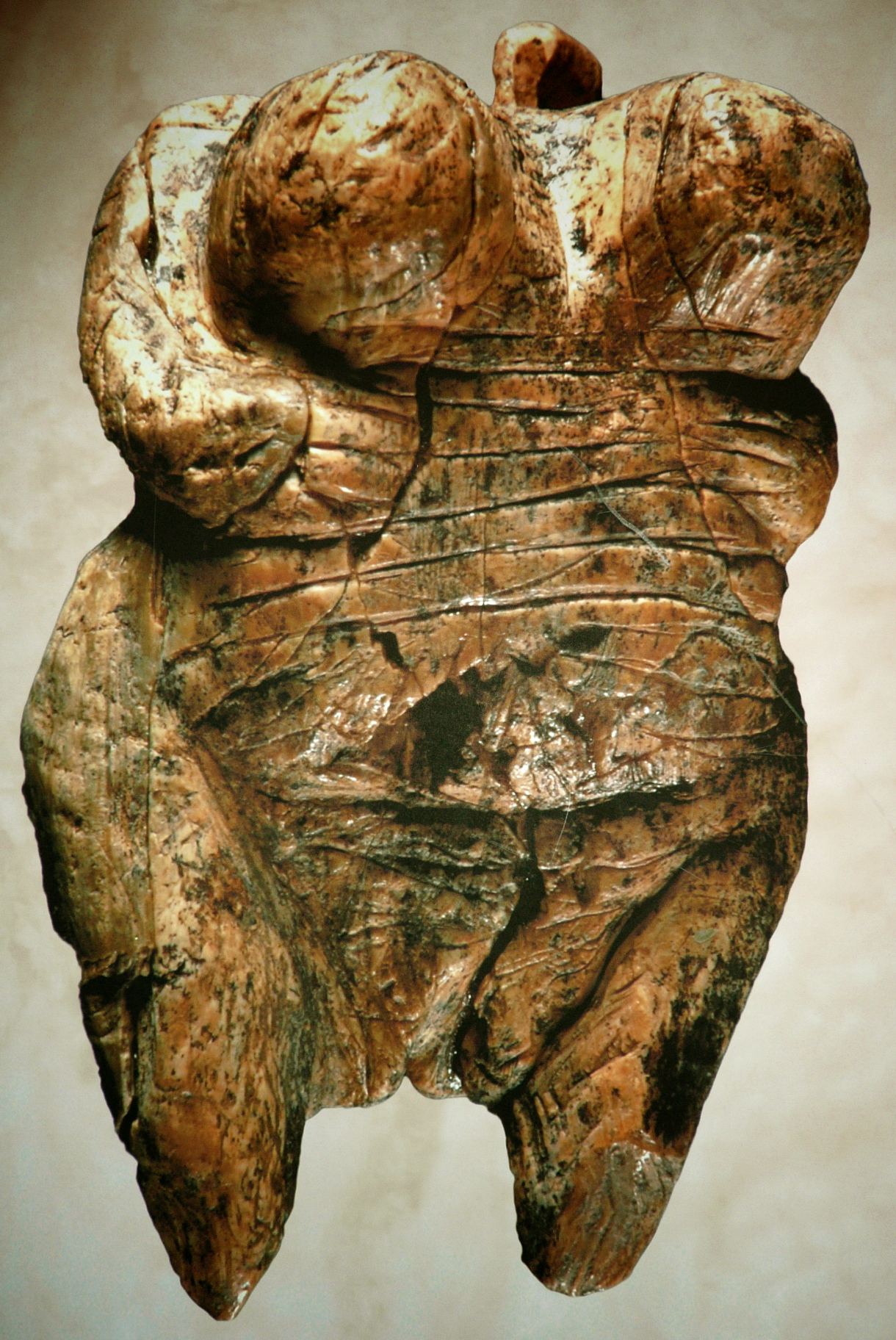
Venus vom Hohle Fels
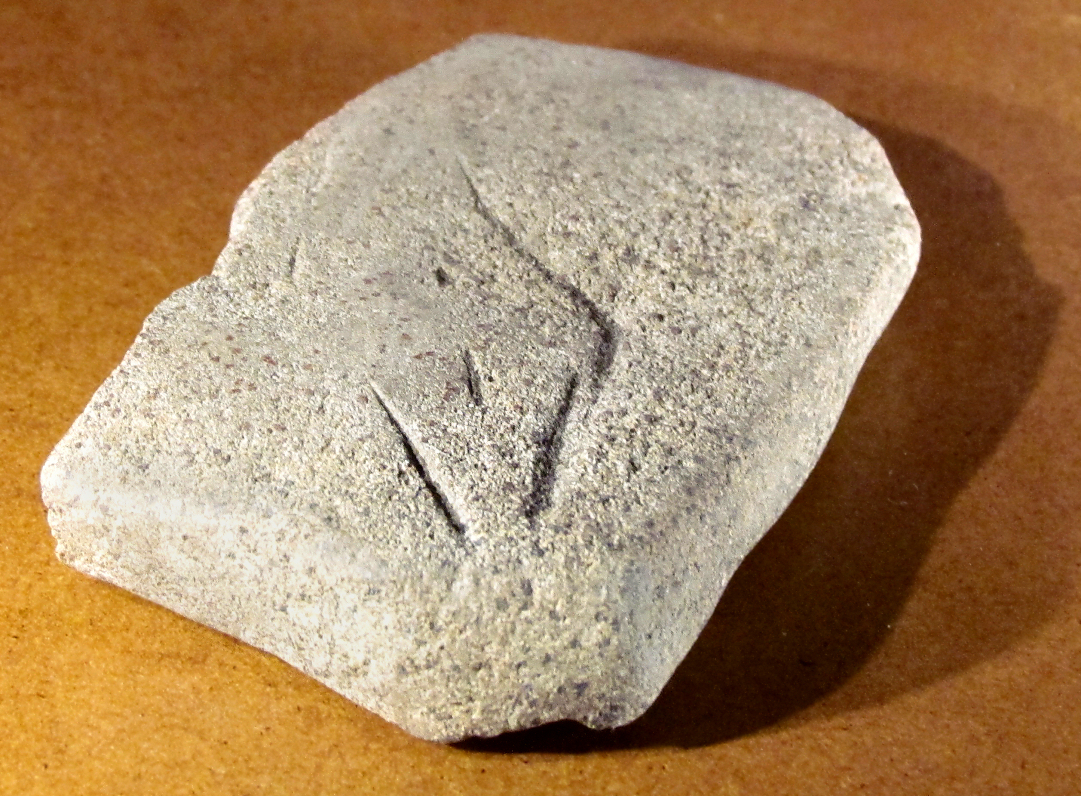
Venus von Bierden
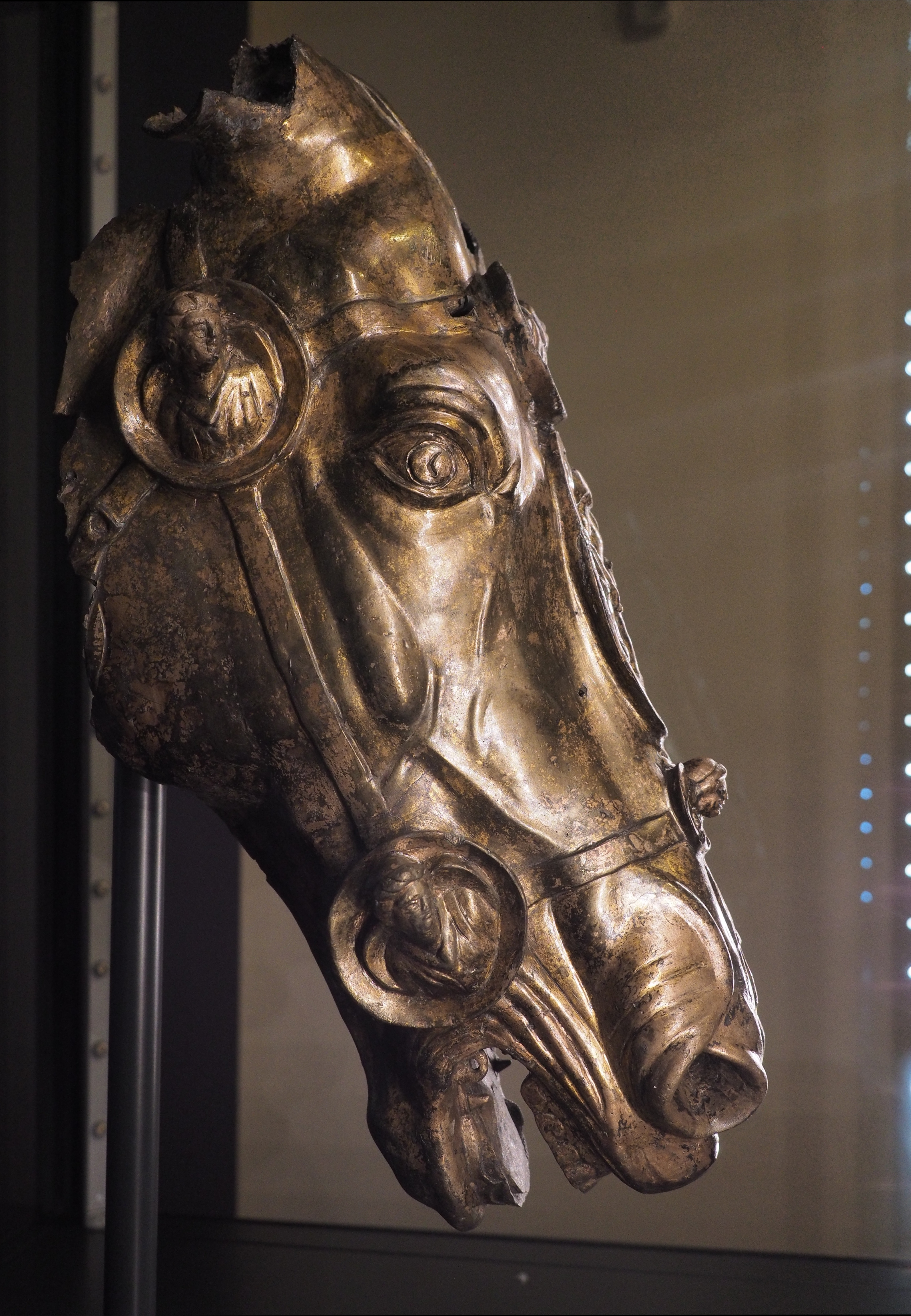
Pferdekopf von Waldgirmes
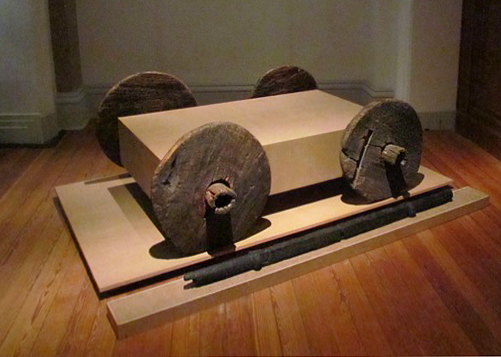
Scheibenräder von Glum
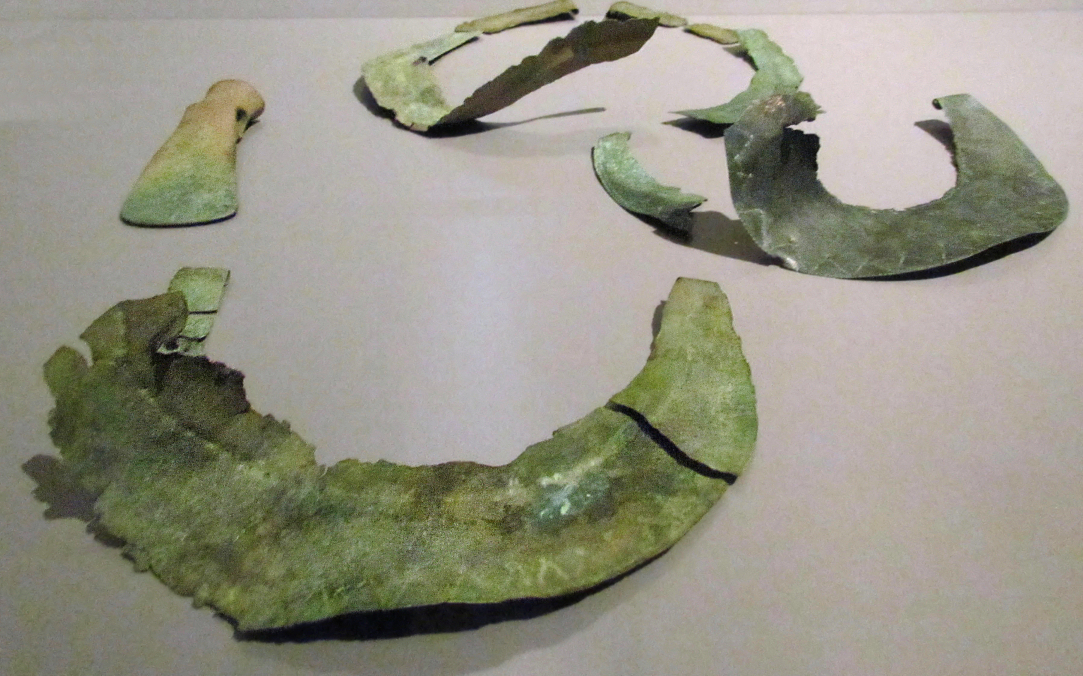
Kupferhort von Lüstringen
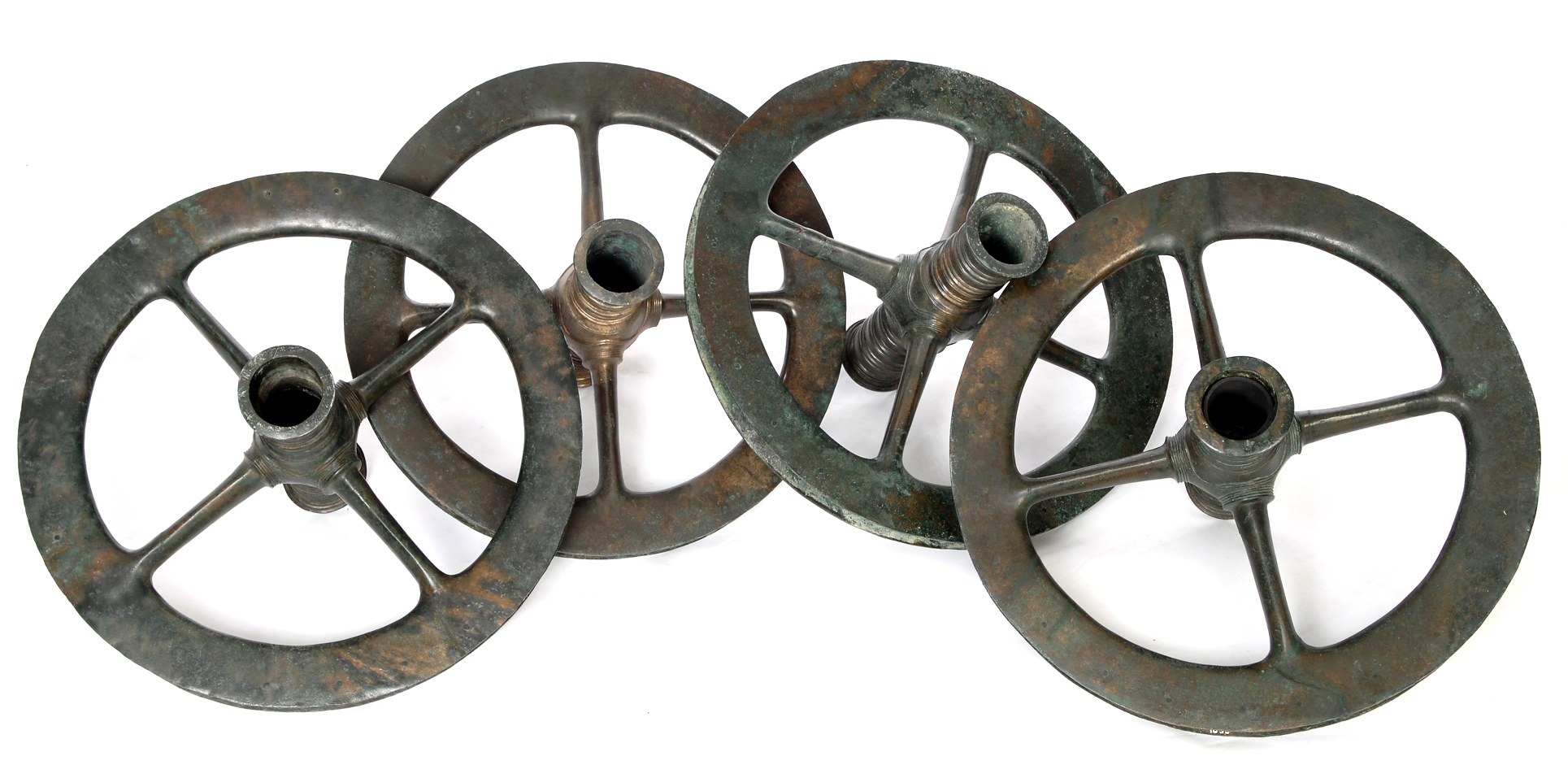
Stader Bronzeräder
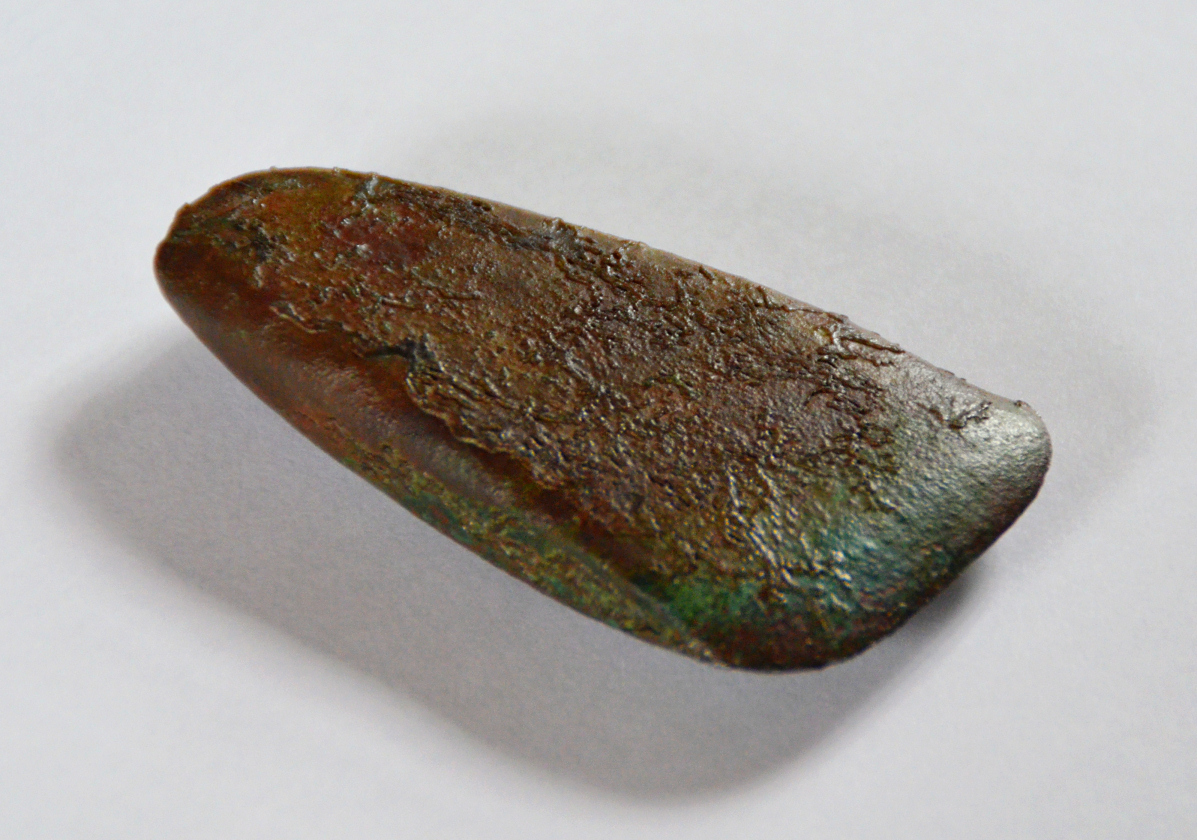
Kupferbeil von Steinbergen
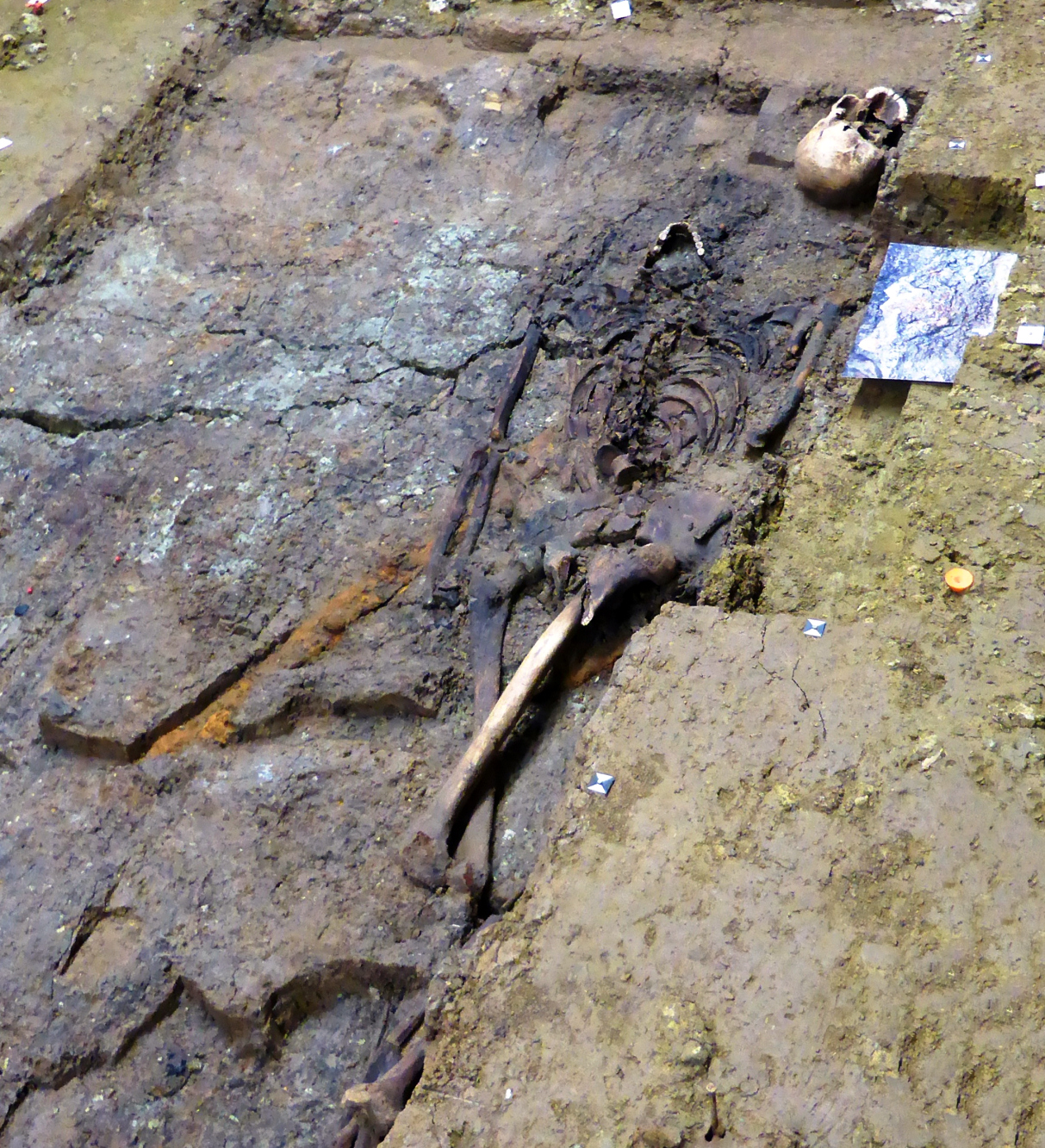
* Kriegergrab des „Herrn von Boilstädt“
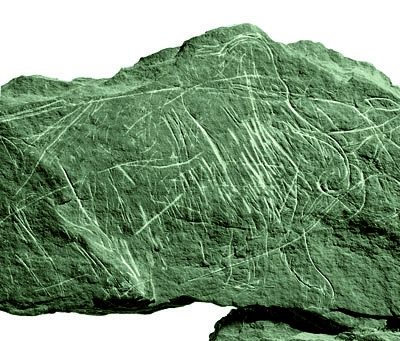
Gravierte Schieferplatten von Gönnersdorf
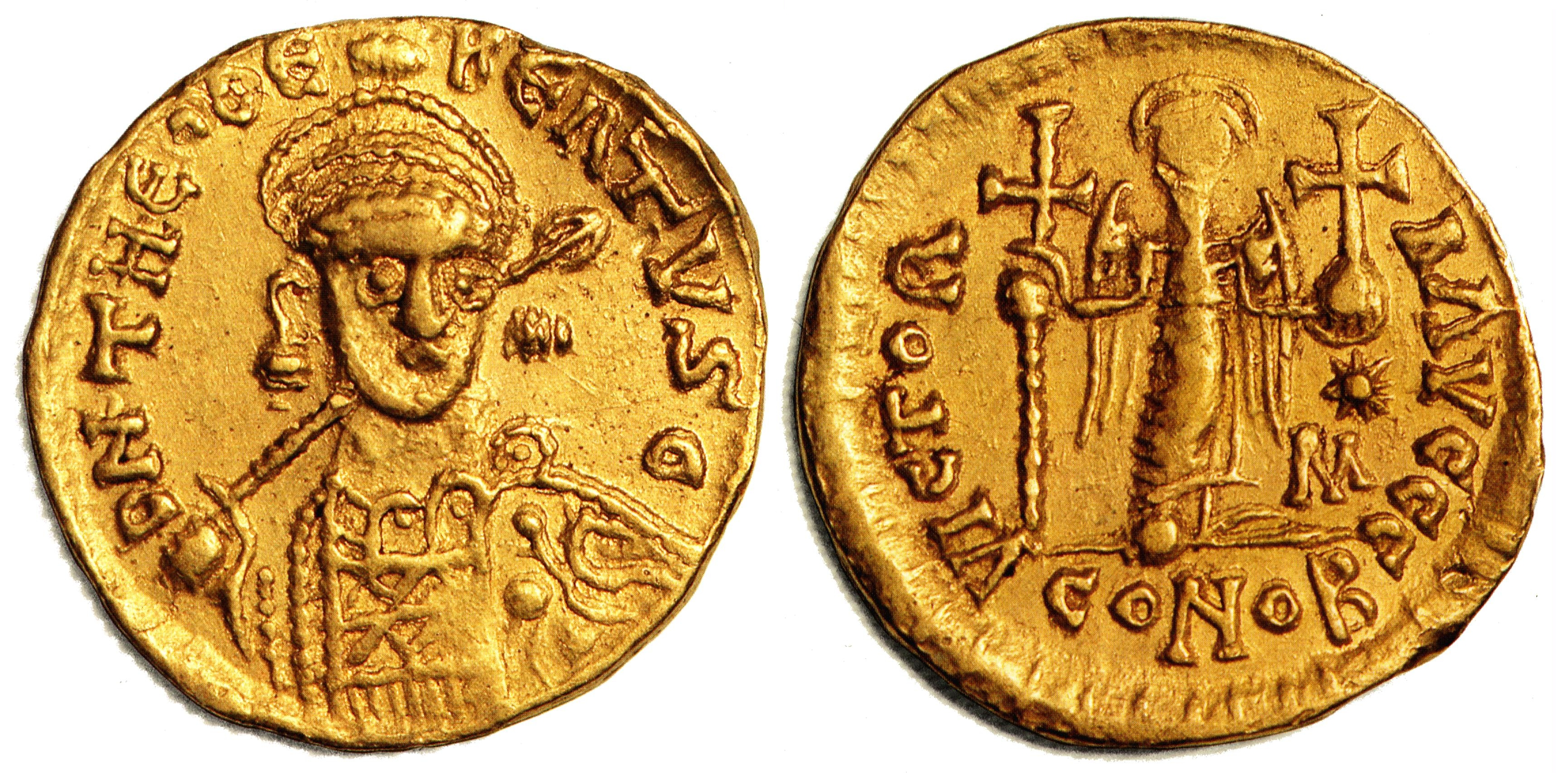
Goldmünzen von Biesenbrow
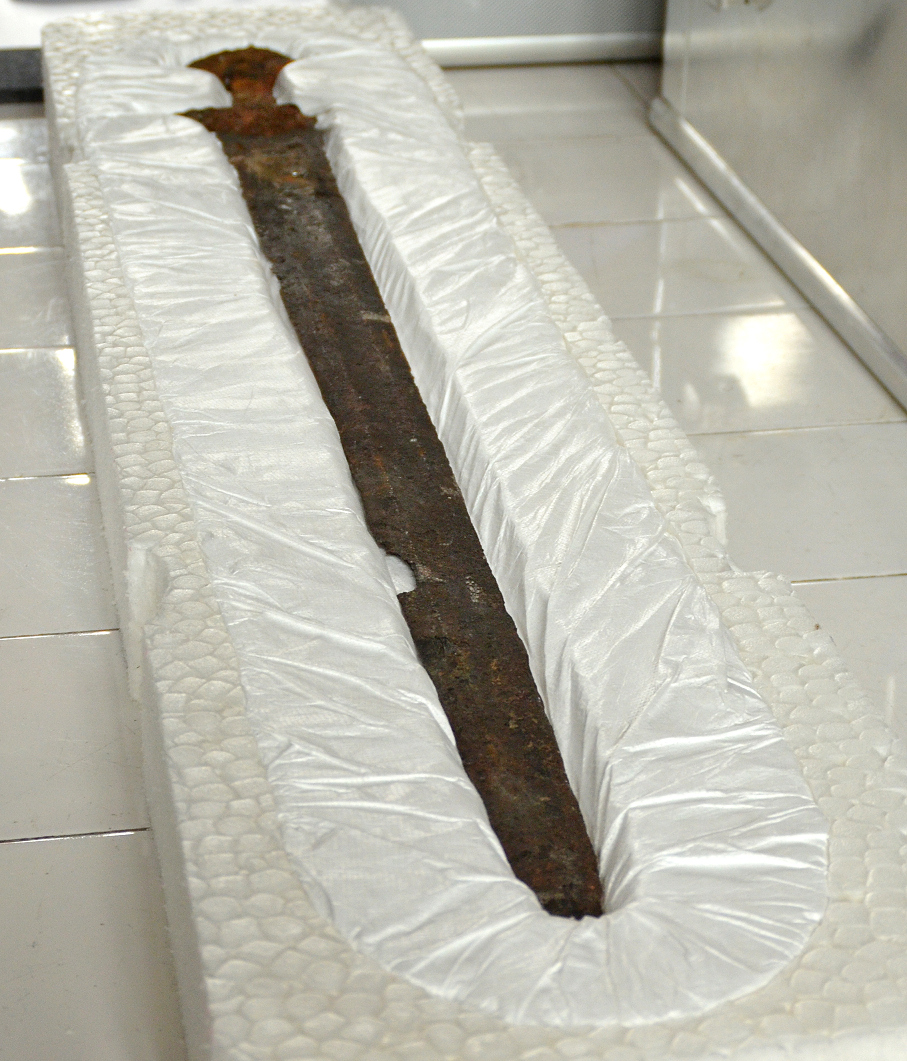
Ulfberhtschwert von Großenwieden

## Organisation

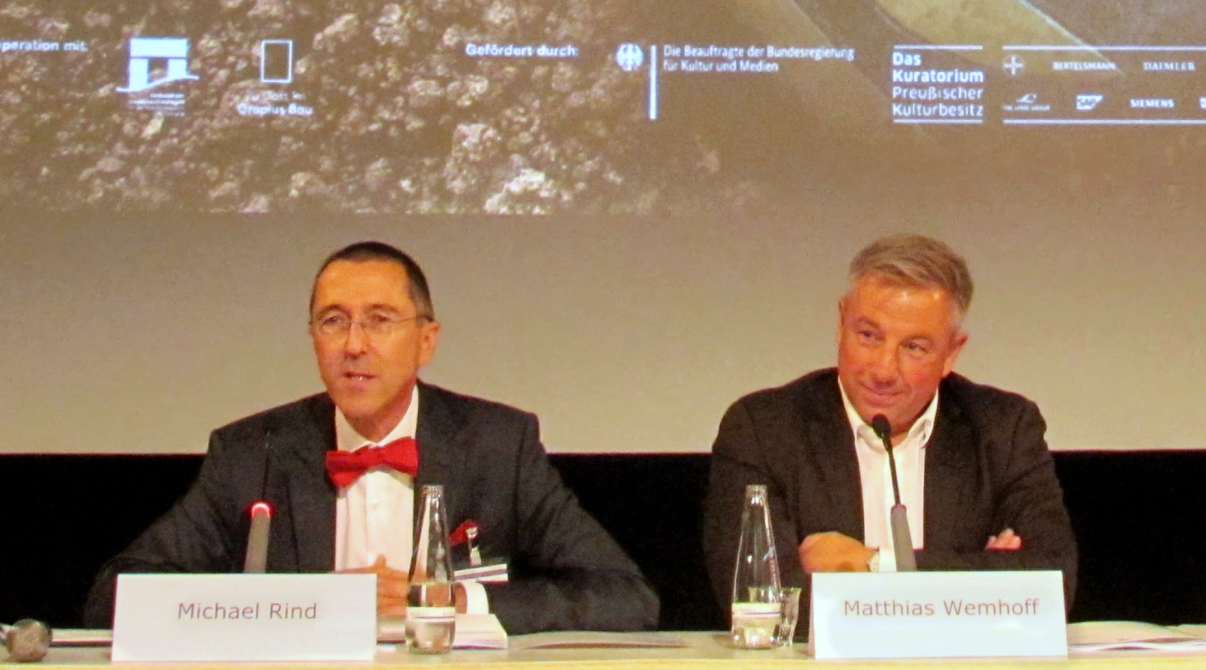
Die Archäologen Michael Rind und Matthias Wemhoff als Ausstellungsveranstalter bei der Pressekonferenz zur Eröffnung

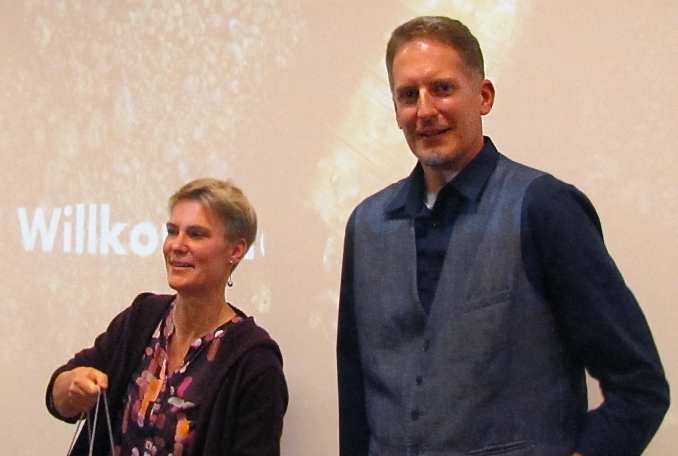
Die Kuratoren der Ausstellung Susanne Kuprella und Benjamin Wehry

Veranstalter der Ausstellung waren der Verband der Landesarchäologen und das Berliner Museum für Vor- und Frühgeschichte, dessen Leiter Matthias Wemhoff sie federführend mitkonzipiert hatte. Die Schau wurde von der Beauftragten der Bundesregierung für Kultur und Medien und dem Kuratorium Preußischer Kulturbesitz als Unterstützer der Stiftung Preußischer Kulturbesitz gefördert.
Die offizielle Eröffnung am 20. September 2018 im Berliner Abgeordnetenhaus nahm Bundespräsident Frank-Walter Steinmeier in Beisein des Bundesratsvorsitzenden Michael Müller vor. Der Bundespräsident, der auch Schirmherr der Ausstellung war, eröffnete seine Rede mit den Worten „Sous les pavés, la plage“ („Unter dem Pflaster liegt der Strand“). Mit dem Zitat als einem der Slogans der Situationistischen Internationale sprach er die verborgenen Geheimnisse unter der Erdoberfläche an.
Die Schau war nach 1975 in Köln mit Das neue Bild der alten Welt und nach 2003 in Bonn und Berlin mit Menschen – Zeiten – Räume. Archäologie in Deutschland die dritte deutschlandweite Archäologie-Ausstellung und die zweite, an der alle Landesarchäologen mitwirken.
Zum Begleitprogramm der Ausstellung Bewegte Zeiten. Archäologie in Deutschland gehörten
Veranstaltungen im Martin-Gropius-Bau und Führungen im historischen Berlin und archäologische Workshops durch die Bodendenkmalpflege des Landesdenkmalamtes Berlin.
Nach dem Ende der Ausstellung gab der Verband der Landesarchäologen bekannt, dass sie 120.000 Besucher hatte und das dies als ein Besucherrekord angesehen wird. Es fanden rund 500 Führungen statt und der Ausstellungskatalog in einer Auflage von 8000 Exemplaren war vergriffen.

## Rezeption
Die Ausstellung wollte nach den Aussagen der Veranstalter keine reine Leistungsschau der deutschen Archäologie sein, wurde aber von den Medien beständig als solche charakterisiert. Laut der Wochenzeitung Die Zeit sei sie wegen der hochrangigen Exponate eine „Archäologie-Schau der Superlative“. Die Süddeutsche Zeitung bewertete die Ausstellung als „eine im Großen und Ganzen überwältigende Schau“. Laut dem Nachrichtenmagazin Der Spiegel gehöre sie zu den bisher „spektakulärsten Sonderausstellungen“ in Deutschland.

### Kritik
Der Journalist und Kunstwissenschaftler Nikolaus Bernau sah „eine großartige Ausstellung, nicht zuletzt der Inszenierung wegen, die auch Kinder begeistern kann“, und stellte die Ausstellung in den Kontext des aktuellen politischen Klimas der Fremdenfeindlichkeit. Innerhalb der Ausstellung sah Bernau Lücken in der Neuzeitarchäologie des 20. Jahrhunderts, da Funde aus gründlich untersuchten NS-Zwangsarbeiterlagern oder Speziallagern in der Sowjetischen Besatzungszone fehlten. Der Kunstkritiker Carsten Probst monierte, eine intellektuelle Auswertung fehle eigentlich völlig; die Schau böte nur viel fürs Auge. Wulf Rüskamp schrieb, der Besucher erführe über die zahlreichen Ausstellungsobjekte gerne mehr, was dem sehr gut gemachten Katalog überlassen wurde. Obwohl es in der Ausstellung um Archäologie in Deutschland gehe, wozu auch die national ausgerichtete Archäologie bis in die 1960er Jahre zählt, fehlte eine Selbstreflexion des Fachs und eine Kontextualisierung der archäologischen Funde zu verschiedenen Zeiten.